# Bibliothek des 18. Jahrhunderts
Die Bibliothek des 18. Jahrhunderts war eine deutschsprachige Buchreihe mit Werken des 18. Jahrhunderts. Herausgegeben wurde sie von drei DDR-Verlagen, darunter der Gustav Kiepenheuer Verlag, der Insel-Verlag und die Dieterich’sche Verlagsbuchhandlung (Leipzig), gemeinsam mit dem westdeutschen Verlag C. H. Beck. Die Ausgaben erschienen von 1981 bis 2000. Allerdings endete die Zusammenarbeit 1992. Seit 1993 führte C. H. Beck die Reihe alleine fort. Bis 1990 wurden die Bände in Leipzig in der Gestaltung von Walter Schiller hergestellt. Die Bände aus den Jahren 1991 und 1992 erschienen in neuer Gestaltung von Juergen Seuss. Danach erfolgte die Produktion in Westdeutschland. Zahlreiche Fachgelehrte haben an den Ausgaben mitgewirkt. Die folgende Übersicht erhebt keinen Anspruch auf Aktualität oder Vollständigkeit:

## Bände
1981 (Gestaltung Walter Schiller)
- Henri Masers de Latude: Fünfunddreißig Jahre im Kerker.
- Daniel Defoe: Robinson Crusoe 2 Bde.
- Friedrich Melchior Grimm: Paris zündet die Lichter an.
- Gotthold Ephraim Lessing: Freimäurergespräche und anderes.

1982
- Ludvig Holberg: Nachricht von meinem Leben.
- Johann Heinrich Jung-Stilling: Henrich Stillings Jugend, Jünglings-Jahre und Wanderschaft.
- Tobias Smollett: Die Abenteuer des Roderick Random.
- Charles Henri Sanson: Tagebücher der Henker von Paris 1685–1847.

1983
- Benjamin Franklin: Autobiographie.
- Antioch Kantemir: Im Chaos aber blüht der Geist ...
- Philip Stanhope, 4. Earl of Chesterfield: Briefe an seinen Sohn.
- Alain-René Lesage: Der hinkende Teufel.
- Johann Gottlieb Schummel: Spitzbart.

1984
- Giacomo Casanova: Geschichte meines Lebens 12 Bände (bis 1988)
- Jean-Baptiste Louvet de Couvray: Die Liebesabenteuer des Chevaliers Faublas.
- Johann Gottwerth Müller: Siegfried von Lindenberg.
- Christian Friedrich Daniel Schubart: Briefe.

1985
- James Boswell: Das Leben Samuel Johnsons und Das Tagebuch der Reise nach den Hebriden.
- Sophie von La Roche: Ich bin mehr Herz als Kopf.
- Friedrich Schiller: Sämtliche Erzählungen.
- Christoph Martin Wieland: Peregrinus Proteus.

1986
- Jens Baggesen: Das Labyrinth oder Reise durch Deutschland in die Schweiz 1789.
- Oliver Goldsmith: Der Weltbürger.
- August Lafontaine: Clara du Plessis und Clairant.
- Claude Le Beau: Seltsame und neue Reise zu den Wilden von Nordamerika.

1987
- Friedrich Nicolai: Kritik ist überall, zumal in Deutschland, nötig.
- Katharina II.: Memoiren 2 Bde.
- Heinz Förster (Hrsg.): Was ist ein Amerikaner?
- Alexander Smith: Leben und Taten der berühmtesten Straßenräuber ...

1988
- Meta Klopstock: Es sind wunderliche Dinger, meine Briefe.
- Pierre-Ambroise-François Choderlos de Laclos: Die gefährlichen Bekanntschaften.
- Bernard Mandeville: Die Bienenfabel.
- Johann Wallbergen: Johann Wallbergens Sammlung Natürlicher Zauberkünste.
- Manon Roland: Memoiren und Korrespondenzen.
- Wilhelm Ludwig Wekhrlin: Anselmus Rabiosus – Reise durch Oberdeutschland.

1989
- Anita u. Walter Dietze (Hrsg.): Ewiger Friede?
- Johann Wolfgang von Goethe: Maximen und Reflexionen.
- Nicolas Edme Restif de la Bretonne: Die Nächte von Paris 1789–1793.
- Jean Marteilhe: Galeerensträfling unter dem Sonnenkönig.

1990
- Laurence Sterne: Das Leben und die Ansichten Tristram Shandys.
- Johann Georg Gmelin, Georg Wilhelm Steller: Die große Nordische Expedition.
- Anthony Earl of Shaftesbury: Der gesellige Enthusiast.
- Andrej Bolotow: Leben und Abenteuer des Andrej Bolotow von ihm selbst für seine Nachkommen aufgeschrieben.

1991 (Gestaltung Juergen Seuss)
- Daniel Defoe: Glück und Unglück der berühmten Moll Flanders.
- Klaus H. Kiefer (Hrsg.): Cagliostro. Dokumente zu Aufklärung und Okkultismus.

1992
- Michael Maurer (Hrsg.): O Britannien, von deiner Freiheit einen Hut voll.
- Andrea van Dülmen (Hrsg.): Frauenleben im 18. Jahrhundert.

1997
- Julie de Lespinasse: Briefe einer Leidenschaft 1773 bis 1776.
- Hansjörg Küster, Ulf Küster: Garten und Wildnis. Landschaft im 18. Jahrhundert.
- Karl Philipp Moritz: Anton Reiser.
- Marie-Jean Hérault de Séchelles: Theorie des Ehrgeizes.

1998
- Harald Fricke, Urs Meyer (Hrsg.): Abgerissene Einfälle. Deutsche Aphorismen ...
- Georg Christoph Lichtenberg: Ihre Hand, Ihren Mund, nächstens mehr.
- Heinz Schott (Hrsg.): Der sympathetische Arzt
- Pauline Wiesel: Pauline Wiesels Liebesgeschichten.

1999
- Jonathan Swift: Gullivers Reisen.

2000
- Diverse Herausgeber: Ein solches Jahrhundert vergisst sich nicht mehr. Anthologie.